# Inkayacu paracasensis
Inkayacu paracasensis é uma espécie fóssil de pinguim do Eoceno Superior do Peru. É a única espécie descrita para o gênero Inkayacu.

## Descrição
Embora primitivo, o Inkayacu se assemelhava muito a seus parentes modernos. Ele tinha asas em forma de remo com penas curtas, e um bico longo. O I. paracasensis, junto com outros pinguins fósseis do Peru, são muitas vezes referidos como "pinguins gigantes" devido ao seu tamanho avantajado. O Inkayacu media cerca de 1,5 metros de altura, em comparação, o maior pinguim atual, o imperador, mede 1,2 metros.

## Descoberta
Os restos fossializados do Inkayacu foram descobertos pela primeira vez em 2008 na costa da região de Ica, no Peru. Um esqueleto quase completo foi descoberto na Reserva Nacional de Paracas por uma equipe liderada por Julia Clarke, da Universidade do Texas. Grandes pinguins, incluindo as espécies Perudyptes devriesi e Icadyptes salasi, haviam sido descobertos na mesma área no ano anterior. A primeira evidência de melanossomas em penas fossializadas foi publicada no final de 2008, sendo relatada a partir de uma ave do Cretáceo. O paleontólogo Jakob Vinther, um dos autores do trabalho de 2008, encontrou melanossomas nas penas do Inkayacu logo após a descoberta do fóssil.